# Contea di Shackelford
La contea di Shackelford (in inglese Shackelford County) è una contea dello Stato del Texas, negli Stati Uniti. La popolazione al censimento del 2010 era di 3 378 abitanti. Il capoluogo di contea è Albany. La contea è stata creata nel 1858 ed organizzata nel 1874. Il suo nome deriva dal dottor Jack Shackelford (1790–1857), un medico della Virginia che equipaggiò a proprie spese i soldati che partivano per combattere nella Guerra d'indipendenza del Texas.

## Geografia
| Anno | Popolazione | ±%     |
| ---- | ----------- | ------ |
| 1860 | 44          | Note:  |
| 1870 | 455         | 934.1% |
| 1880 | 2,037       | 347.7% |
| 1890 | 2,012       | −1.2%  |
| 1900 | 2,461       | 22.3%  |
| 1910 | 4,201       | 70.7%  |
| 1920 | 4,960       | 18.1%  |
| 1930 | 6,695       | 35.0%  |
| 1940 | 6,211       | −7.2%  |
| 1950 | 5,001       | −19.5% |
| 1960 | 3,990       | −20.2% |
| 1970 | 3,323       | −16.7% |
| 1980 | 3,915       | 17.8%  |
| 1990 | 3,316       | −15.3% |
| 2000 | 3,302       | −0.4%  |
| 2010 | 3,378       | 2.3%   |

Secondo l'Ufficio del censimento degli Stati Uniti d'America la contea ha un'area totale di 916 miglia quadrate (2370 km²), di cui 914 miglia quadrate (2370 km²) sono terra, mentre 1,3 miglia quadrate (3,4 km², corrispondenti allo 0,1% del territorio) sono costituiti dall'acqua.

### Strade principali
- U.S. Highway 180
- U.S. Highway 283
- State Highway 6
- State Highway 351

### Contee adiacenti
- Throckmorton County (nord)
- Stephens County (est)
- Eastland County (sud-est)
- Callahan County (sud)
- Jones County (ovest)
- Haskell County (nord-ovest)

## Istruzione
Nella contea sono presenti i seguenti distretti scolastici:
- Lueders-Avoca Independent School District
- Albany Independent School District
- Moran Independent School District